# Бармица

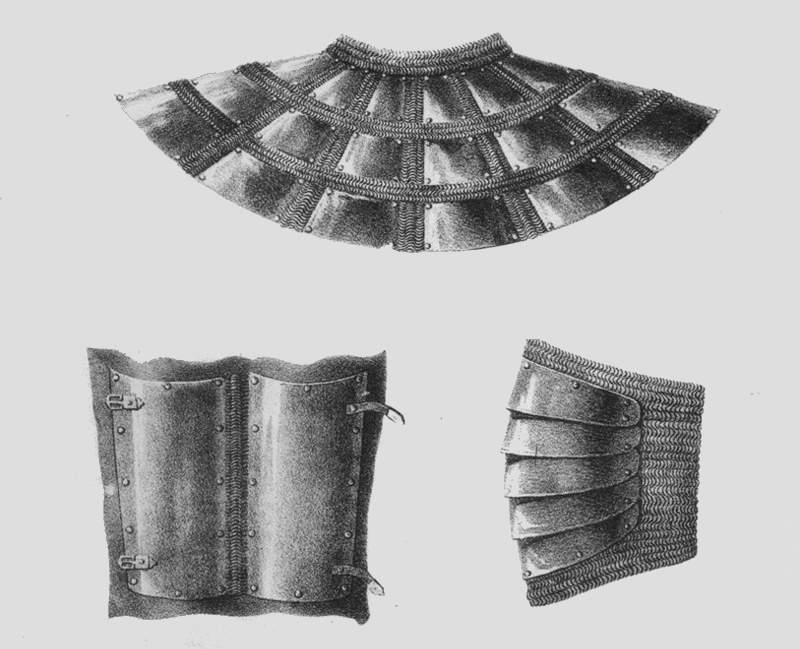
Бармица, зарукавье и наколенок.

Ба́рмица или Барма — принадлежность древнерусского охранительного (оборонительного) вооружения (средство индивидуальной защиты), кольчатый или пластинчатый доспех на оплечье (на плеча), грудь и лопатки ратника, элемент шлема, в виде кольчужной сетки (иногда вместо кольчуги использовался ламелляр), обрамляющей шлем по нижнему краю. 
Бармица (оплечье) была похоже на большой отложной воротник, и делалось оно сплошное, или из отдельных железных или медных пластин, скрепленных кольцами, или из кольчатой сетки, и закрывала (в зависимости от конструкции) плечи, шею, затылок и боковые стороны головы; в некоторых случаях грудь и нижнюю часть лица.
Бармица встречалась в основном на Руси или в восточных государствах и странах, европейские воины использовали бувигер или хауберк с койфом.
Бармица может быть открытой или закрывать низ лица (в этом случае часть, закрывавшая лицо, отстегивалась с одной или с двух сторон), часто к ним приплетались наносники (особо популярные в Германии).

## Галерея

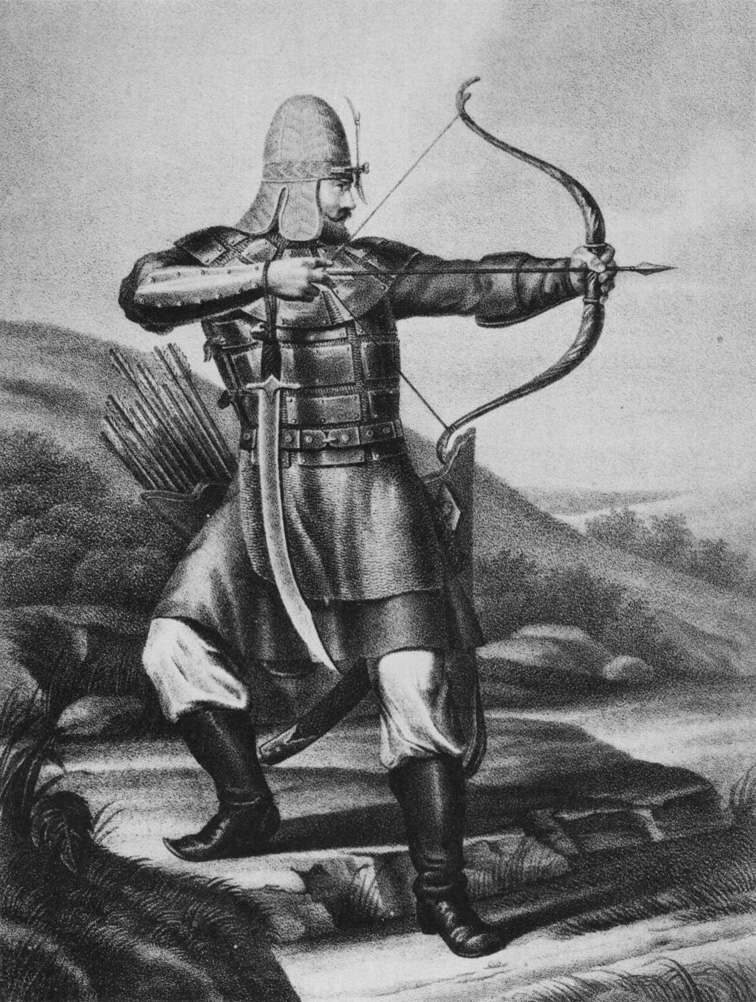
Ратник в колонтаре с бармицей и шапке бумажной.
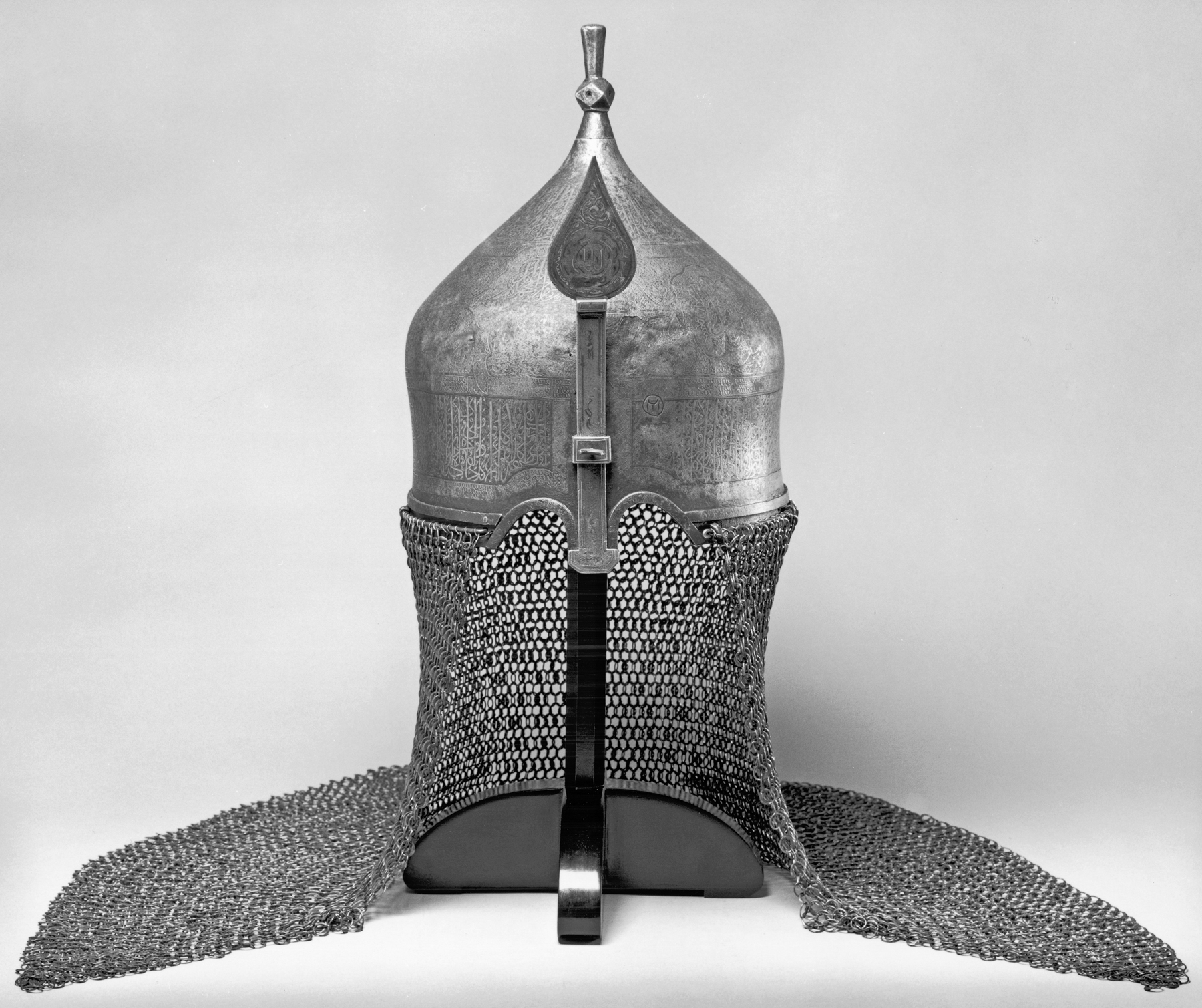
Османская бармица на шлеме.
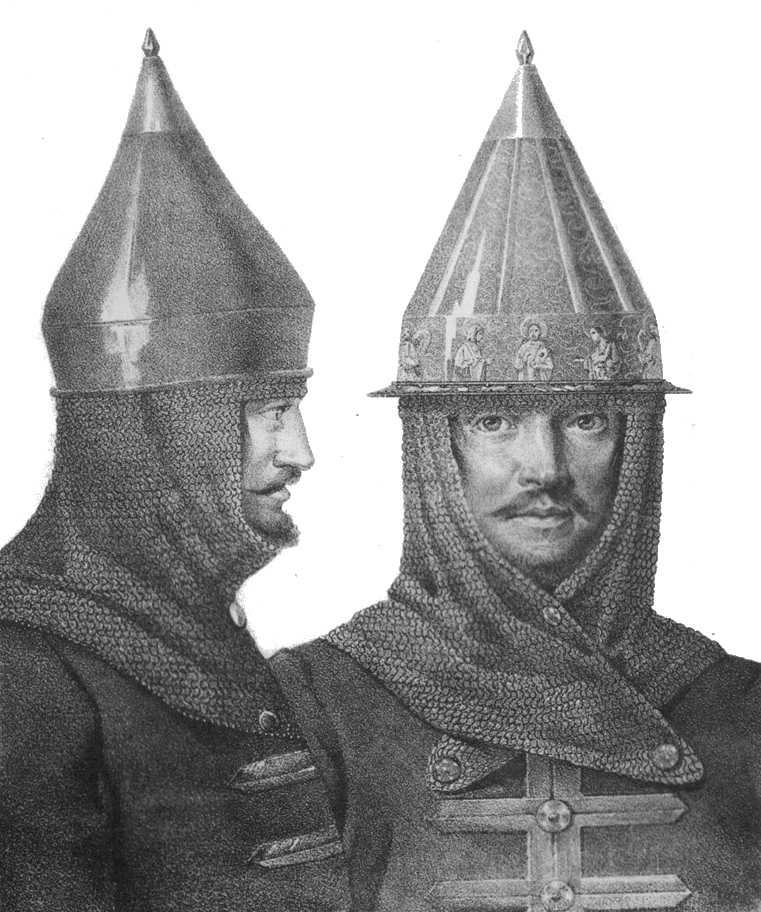
Русская бармица из кольчатой сетки.
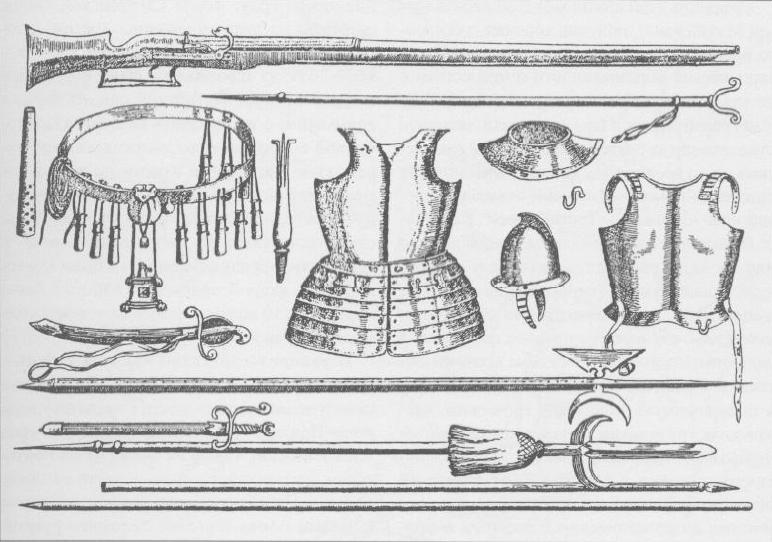
Оружие, снаряжение и средства защиты рядовых, урядников и начальных людей полков солдатского строя, источник: воинский устав «Учение и хитрость ратного строения пехотных людей», 1647 год, видна бармица (над шлемом).